# Boletus speciosus
Boletus speciosusは、イグチ目イグチ科ヤマドリタケ属のきのこ。

## 形態
北米北東部に分布。(Frost, 1874)
形態学的分類によってヨーロッパ・日本・台湾・中国にも分布しているとされることもあるが、分子系統学的にこれらが北米種と同種であるかは不明。日本では和名「アカジコウ」が本種に充てられることが多い。
北米種は、主にオークなどの広葉樹と共生する外生菌根菌とされる。夏から秋にかけて単生または散生として子実体を形成する。発生数は多くない。
傘は直径6～15cm、桃色～明るいばら赤色で、成熟すると橙赤色～帯桃褐色。孔口は鮮黄色～オリーブイエロー。管孔は離生で成熟時で直径1mm×長さ15mm。柄は中実で堅く、長さ5～13×直径1.5～4cm、表面は網目があり、上部が黄色で下部に向かって赤色を帯びる。肉は淡黄色。
傘・孔口・肉は傷を付けると素早く青変する。
担子胞子は類紡錘形で表面は平滑、長さ11～15×幅3～4μmのオリーブブラウン。
Butyriboletus roseoflavusのような強い芳香はない。

## 類似菌・シノニム

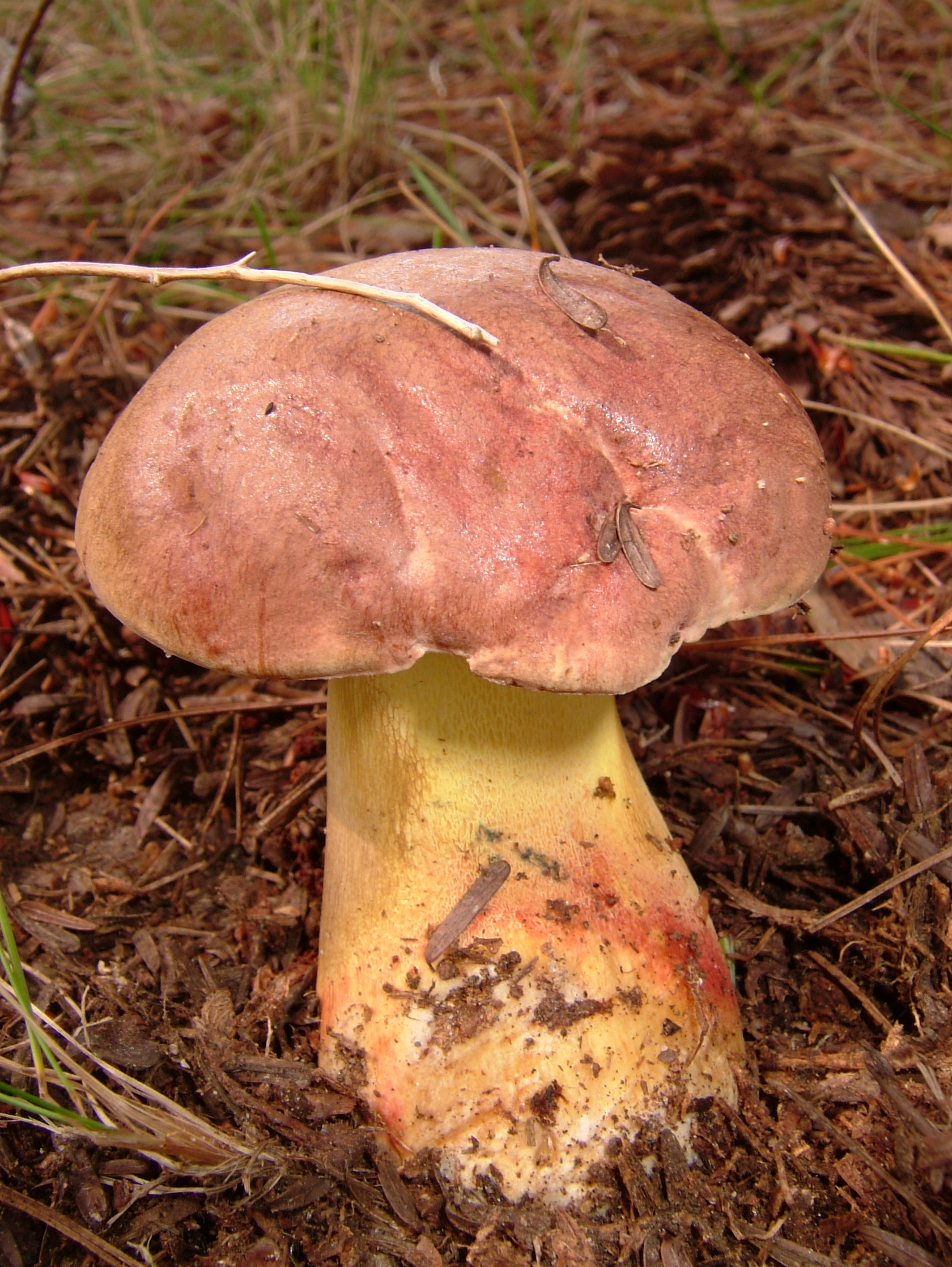

かつてBoletus speciosusとBoletus pseudoregiusはシノニムとされていたが、その後この二種は別種とされ、更にBoletus pseudoregiusはBoletus fuscoroseusのシノニムとされ属をButyriboletusに移された。
現在はButyriboletus pseudoregius (regiusクレード)とButyriboletus fuscoroseus (roseoflavusクレード)で別種とされている。
Butyriboletus roseopurpureusは、ITS領域でB. speciosusと同一の塩基配列をしている。
Butyriboletus brunneusはかつてBoletus speciosus var. brunneus (Peck, 1890)とされていたが、現在は別種とされている。
Boletus, Butyriboletus以外の属では、BaorangiaやHortiboletus, Lanmaoaなどにも本種と見た目が似た種がある。

## 食毒
食用菌。非常に美味。